# A doua cădere a Constantinopolului
A doua cădere a Constantinopolului este un film românesc de comedie din 1994 regizat de Mircea Mureșan. În rolurile principale joacă actorii Alexandru Arșinel, Stela Popescu și Jean Constantin.

## Distribuție
- Alexandru Arșinel — mecanicul auto Suflețel / Veta, sora geamănă a lui Suflețel
- Jean Constantin — turcul Ismail Janoglu, prietenul lui Suflețel
- Stela Popescu — Cora, soția lui Suflețel
- Aurelian Temișan — Temi/„Bombonel”, fiul, respectiv nepotul lui Suflețel
- Loredana Groza — Aișe, fiica lui Ismail
- Rodica Mureșan — Elica, directoarea fabricii de textile
- Dem Rădulescu — tov. Panait, fostul secretar de partid al jud. Constanța
- Petre Lupu — inventatorul Pretorian
- Carmen Papa — Edith, prietena lui Temi, proprietara unui magazin de îmbrăcăminte
- Mihai Ciucă — proprietarul automobilului retro
- Lică Gherghilescu
- Geo Saizescu — prof.dr. Vasiliade, directorul spitalului de psihiatrie
- Cătălin Botezatu — amantul lui Edith
- Titus Gurgulescu (menționat Titi Gurgulescu)
- Alexandru Bindea — Pașa Ilderim, șeful unei bande din Istanbul
- Adriana Șchiopu — funcționara vamală
- Sorin Vasilescu
- Nelu Arghiriade
- Liviu Manolache — recepționerul (nemenționat)
- Cătălina Hirsau — fetița (nemenționată)

## Primire
Filmul a fost vizionat de 1.319.161 de spectatori în cinematografele din România, după cum atestă o situație a numărului de spectatori înregistrat de filmele românești de la data premierei și până la data de 31 decembrie 2014 alcătuită de Centrul Național al Cinematografiei.

## Vezi și
- Sexy Harem Ada-Kaleh